# Lukman
Lukman je priimek več znanih Slovencev:

## Znani nosilci priimka
- Benjamin Lukman (*1942), kemijski fizik in diplomat
- Ciril Lukman (1919—1975), aktivist OF in organizator partizanskega tiskarstva na Primorskem
- Dragan Lukman (1962—2021), matematik, fizik
- Franjo Lukman (1897—1984), agronom, sadjar
- Franc Ksaver Lukman (1880—1958), teolog, patrolog, profesor Teološke fakultete in dopisni član SAZU
- Ivan Lukman (1876—1937), šolnik in kulturni delavec (amaterski gledališčnik)
- Marica Lukman (1919—2009), slikarka (v Italiji)
- Pavel Lukman, alpinist (1. zimski vzpon na Triglav 1932) in smučar
- Radovan Lukman (*1959), policist, polkovnik SV, udeleženec osamosvojitvene vojne